# Mario Costa
Mario Costa (n. 1 iunie 1908, Roma, Regatul Italiei – d. 22 octombrie 1995, Roma, Italia) a fost un regizor, scenarist și producător italian, considerat un specialist în genul filmului-operă, în care a activat mai ales în anii 1940. A lucrat intens până în 1970. Printre cele mai cunoscute filme ale sale se numără 

## Biografie
A început să lucreze în cinematografie în anii 1920, ocupându-se de diverse activități legate de producția, montajul, scenariul, dublarea și crearea de subiecte originale. În 1938 a regizat primul său documentar Fontane di Roma, în timp ce regia primului lungmetraj a fost realizată în 1943 cu filmul La sua strada. După război va fi unul dintre cei mai mari realizatori de filme muzicale, preluate direct din operă și melodrame.
În 1985 a fost medaliat cu Ordinul Cavaliere di Gran Croce Ordine al Merito della Repubblica Italiana

## Filmografie selectivă ca regizor
- 1945 Săgeata din flanc (La freccia nel fianco), regia cu Alberto Lattuada
- 1946 La sua strada
- 1947 Elixirul dragostei (L'elisir d'amore)
- 1947 Bărbierul din Sevilla (Il barbiere di Siviglia)
- 1948 Follie per l'opera
- 1948 Paiațe (Pagliacci - Amore tragico)
- 1949 Cavalcata d'eroi
- 1950 Canzone di primavera
- 1951 Trieste mia!
- 1952 Città canora
- 1953 Iartă-mă! (Perdonami!)
- 1953 Ti ho sempre amato!
- 1953 Per salvarti ho peccato
- 1954 Gli amori di Manon Lescaut
- 1954 Pietà per chi cade
- 1955 Prigionieri del male
- 1957 Arrivano i dollari!
- 1957 Le belle dell'aria, co-regie cu Eduardo Manzanos Brochero
- 1957 Addio per sempre
- 1958 Il cavaliere del castello maledetto
- 1958 Via col... paravento
- 1959 Luce sul monte
- 1959 I Reali di Francia
- 1960 La Venere dei pirati
- 1961 Il conquistatore di Corinto
- 1961 Gordon, il pirata nero
- 1962 Fiul șeicului (Il figlio dello sceicco)
- 1962 Il gladiatore di Roma
- 1963 Il terrore dei mantelli rossi
- 1964 Buffalo Bill - L'eroe del Far West
- 1965 Gli amanti latini
- 1970 La belva